# بیلوند، دانمارک
بیلوند، دانمارک (به لاتین: Billund, Denmark) یک شهر در دانمارک است که در Billund Municipality واقع شده‌است.

## خصوصیات
بیلوند ۵۳۶٫۵۱ کیلومترمربع مساحت و ۶٬۱۹۴ نفر جمعیت دارد.